# Витчак, Анна
Анна Витчак-Вожняковская (пол. Anna Witczak-Woźniakowska; родилась 2 марта 1982 в Калише) — польская волейболистка, выступающая на позиции доигровщицы. Трёхкратная чемпионка Польши (1998, 2005 и 2007). Бронзовый призёр чемпионата Европы. Замужем за Домиником Витчаком, волейболистом.

## Клубы
| Клуб                     | Годы выступлений |
| ------------------------ | ---------------- |
| Аугусто (Калиш)          | 1997-1998        |
| ПЗПС Сосновец            | 1998-2001        |
| Кализия / Виняры (Калиш) | 2001−2009        |
| Мушинянка-Факро (Мушина) | 2009−2010        |
| Импель Гвардия (Вроцлав) | 2010−2012        |

## Титулы

### Клубные
- Чемпионат Польши:
  - Чемпионка (1998, 2005, 2007)
  - Серебряный призёр (2004, 2010)
  - Бронзовый призёр (2003, 2006, 2008)
- Кубок Польши
  - Обладательница (1998, 2007)
  - Финалистка (2005, 2008, 2010)
- Суперкубок Польши
  - Обладательница: 2007, 2010

### В сборной
- Серебряный призёр Летней Универсиады 2005
- Бронзовый призёр Чемпионата Европы 2009